# امامزاده زنجیری
جلال‌الدین بن علی زین‌العابدین، معروف به سیدالحرمین و امامزاده زنجیری در شیراز، محله گود عربان و جنب مسجد نصیرالملک واقع شده است.
بقعه این امامزاده توسط نصیرالملک ساخته شده که گنبد بقعه کاشیکاری و مرقد آن را معجری از جنس نقره و استیل دربرگرفته است.
علت نامیدن این امامزاده، به سیدالحرمین و امامزاده زنجیری، به دلیل اعتقاد فراوان میرزا حسن‌خان نصیرالملک فرزند علی اکبرقوام حکمران فارس در زمان قاجار، به این امامزاده است. به طوری که حکایت می‌کنند نصیرالملک، افراد متهم را در این امامزاده زنجیر می‌کرده و اگر زنجیر پاره می‌شد علامت بی‌گناهی شخص متهم بود در غیر این صورت متهم، گناهکار شناخته می‌شد.
یادآور می‌شود، شیرازی‌ها شب‌های سه‌شنبه برای انجام نذر و نیاز و برآوردن حاجات در این امامزاده حضور به هم می‌رسانند.
آرامگاه امامزاده زنجیری مربوط به دوره قاجار - دوره پهلوی است و در شیراز، خیابان لطفعلی خان زند، جنب مسجد نصیر الملک واقع شده و این اثر در تاریخ ۲۳ بهمن ۱۳۸۰ با شمارهٔ ثبت ۴۷۲۵ به‌عنوان یکی از آثار ملی ایران به ثبت رسیده است.

## نگارخانه

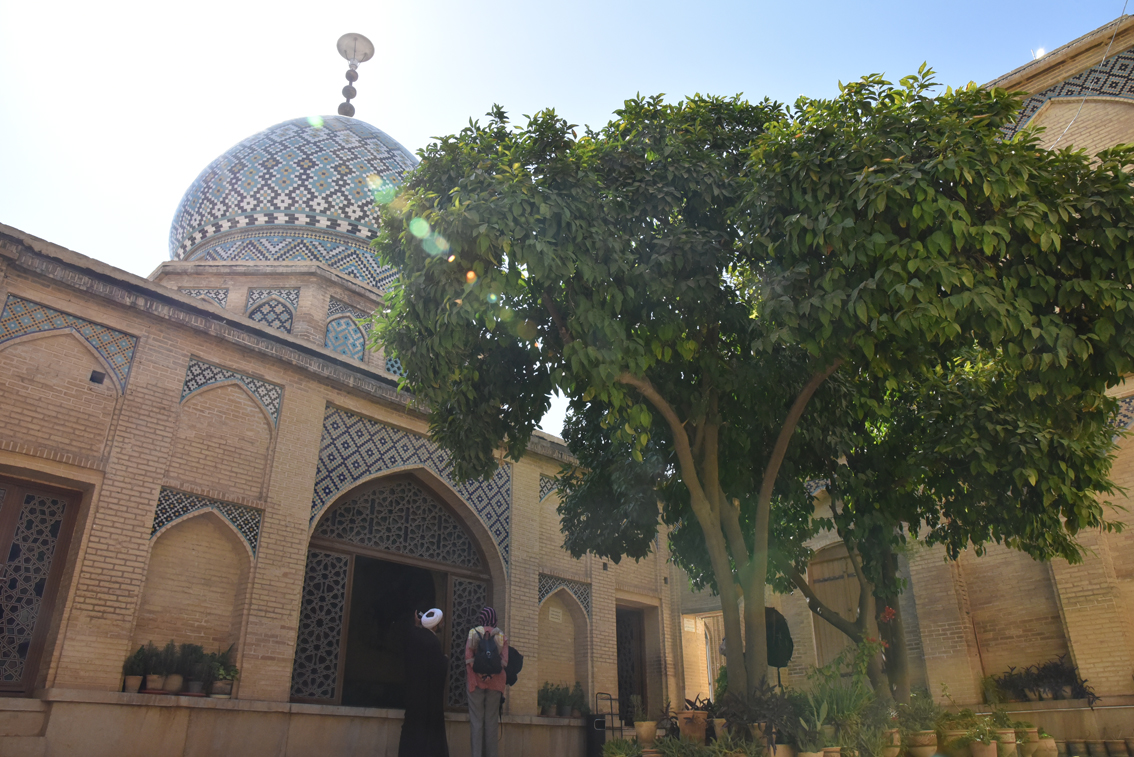
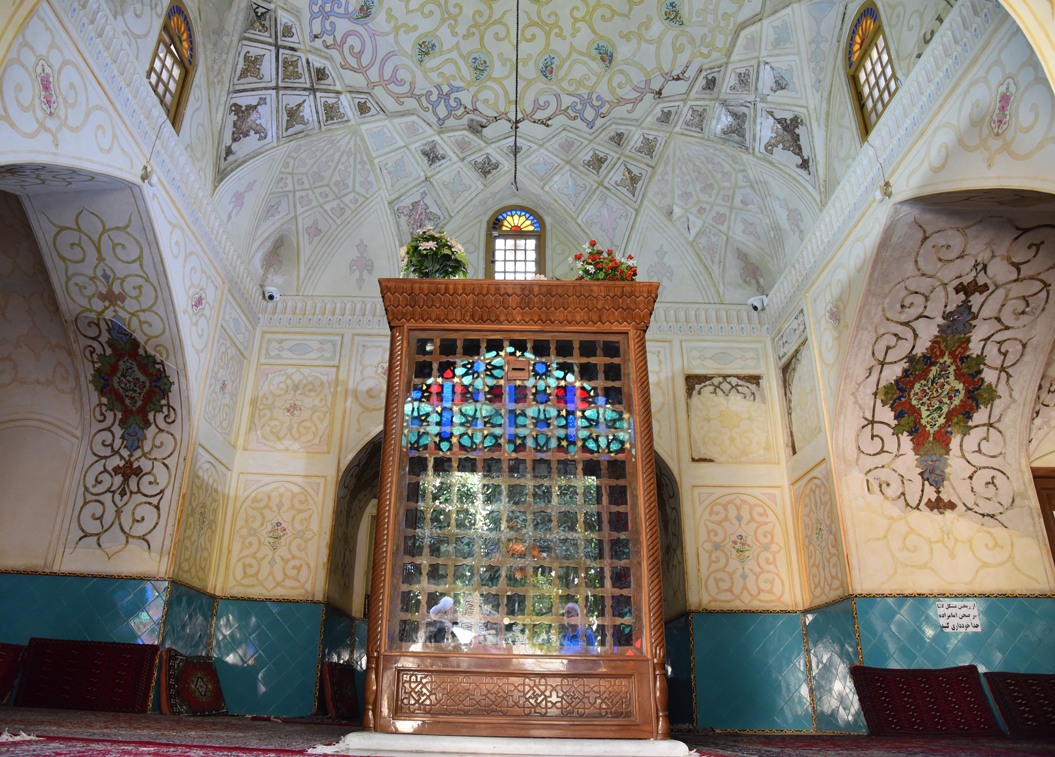
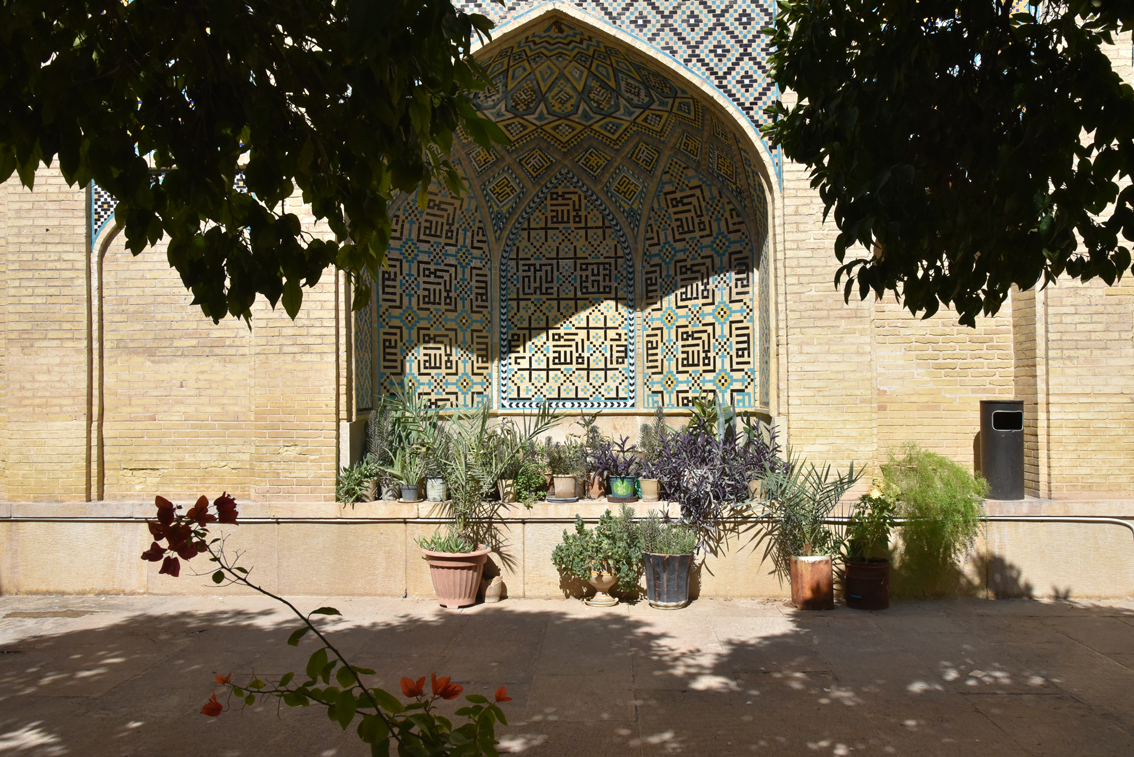